# Prionodon lycopodioides
Prionodon lycopodioides là một loài Rêu trong họ Prionodontaceae. Loài này được Hampe miêu tả khoa học đầu tiên năm 1863.